# Ohnenheim
Ohnenheim település Franciaországban, Bas-Rhin megyében. Lakosainak száma 1155 fő (2022. január 1.). Ohnenheim Elsenheim, Heidolsheim, Hessenheim, Mackenheim, Marckolsheim, Sélestat, Guémar és Illhaeusern községekkel határos.

## Népesség
A település népességének változása:
| Lakosok száma | 958  | 996  | 1028 | 1032 | 1050 | 1071 | 1086 | 1147 | 1155 |
|               | 2013 | 2015 | 2016 | 2017 | 2018 | 2019 | 2020 | 2021 | 2022 |